# Jigoku shōjo
Jigoku shōjo (jap. 地獄少女 Jigoku Shōjo; dosł. Dziewczyna z piekła), znane również jako Hell Girl – seria anime stworzona przez Studio Deen i Aniplex. Opowiada o tajemniczym nadnaturalnym systemie, który pomaga ludziom zemścić się na ich wrogach. W ramach nadprzyrodzonego układu pomocnikiem jest jigoku shōjo, lecz w zamian korzystający z usługi musi zaprzedać swoją duszę. 
W Japonii premierowa emisja serialu odbyła się między 4 października 2005 a 4 kwietnia 2006 na wielu stacjach (m.in. Animax, Tokyo MX, MBS). Ponieważ pierwsza seria okazała się dużym sukcesem, powstała druga: Jigoku Shōjo Futakomori, której pierwszy odcinek został wyemitowany 7 października 2006 przez Animax. Powstał również trzeci sezon anime: Jigoku Shōjo Mitsuganae, którego emisja rozpoczęła się w Japonii 4 października 2008.

## Serial live-action
Wyprodukowano także 12-odcinkowy serial telewizyjny z udziałem aktorów, będący adaptacją Jigoku shōjo. Miał swoją premierę na Nippon Television od 4 listopada 2006 do 27 stycznia 2007 roku. Serię wyreżyserowała Makoto Naganuma. W głównych rolach występują: Sayuri Iwata jako Enma Ai, Kazuki Kato jako Ichimoku Ren, Aya Sugimoto jako Onna Hone, Saaya Irie jako Shibata Tsugumi oraz Kazuhiko Nishimura jaka Shibata Hajime. Hisahiro Ogura, aktor odgrywający rolę Wanyundou w tej adaptacji jest jednocześnie narratorem serii animowanej.
| N/o | Tytuł                                     | Premiera          |
| --- | ----------------------------------------- | ----------------- |
| 1   | Hibiwareta jikan (ひび割れた時間)         | 4 listopada 2006  |
| 2   | Hako no naka no shōnen (箱の中の少年)     | 11 listopada 2006 |
| 3   | Midorigo no yume (嬰児の夢)               | 18 listopada 2006 |
| 4   | Ōma no migiri (逢魔の砌)                  | 25 listopada 2006 |
| 5   | Itsuwari no bohimei (偽りの墓碑銘)        | 2 grudnia 2006    |
| 6   | Yakusoku no akai ito (約束の赤い糸)       | 9 grudnia 2006    |
| 7   | Amai yūwaku (甘い誘惑)                    | 16 grudnia 2006   |
| 8   | Seiya no kiseki (聖夜の奇跡)              | 23 grudnia 2006   |
| 9   | Nise no daishō (偽の代償)                 | 6 stycznia 2007   |
| 10  | Kanashimi no kioku (悲しみの記憶)         | 13 stycznia 2007  |
| 11  | Utushiyo no yami zenpen (現し世の闇 前編) | 20 stycznia 2007  |
| 12  | Utushiyo no yami kōhen (現し世の闇 後編)  | 27 stycznia 2007  |